# 空位時代
空位時代（くういじだい、ラテン語: interregnum）は、ある政府、国家組織、社会秩序が一時的に連続性を失う時代、特に君主制国家における前君主の死去（もしくは退位）から次代君主の即位までの期間を言う。
ラテン語の interregnum は、「間 (inter)」と「治世 (rēgnum)」の合成語である。
君主が代替わりする際にごく短期間の「空位期間」ともいうべき時期が発生するのは当然であるが、国内の情勢不安、内戦、ウォーロード間の継承戦争、国外からの侵略や新勢力の勃興などによる権力の空白などにより、空位時代が長期化する場合がある。
「失敗国家は空位時代が継続している国家」ということができる。

## 著名な空位時代
- 周朝：共和（紀元前841年 - 紀元前828年）
厲王の逃亡から宣王の即位まで。
周定公と召穆公の2人、あるいは共伯和が政務を執ったとされる。
- 中華帝国：楚漢戦争（紀元前206年 - 紀元前202年）
秦王子嬰の廃位後、劉邦の建てた漢が中国を再統一するまで。
司馬遷は『史記』において、この時代を楚王項羽の時代とみなして、項羽の本紀を立てている。
- ローマ帝国：3世紀の危機（235年 - 284年）
ゲルマン人やサーサーン朝の侵攻、内乱、キプリアヌスの疫病（英語版）、大不況などによる皇帝の乱立時代（軍人皇帝時代）。アウレリアヌス、さらにディオクレティアヌスが帝国の統一を回復するまで。
- ランゴバルド王国：諸公の時代（574/5年 - 584/5年）
クレフ王が暗殺されたのち、アウタリが王に選出されるまで。王国内の有力者による合議制（実際は分裂状態）になった。
- サーサーン朝：サーサーン内乱（628年 - 632年）
ホスロー2世の殺害後、皇族や貴族間で派閥抗争が激化し、ヤズデギルド3世の即位まで空位が続いた。
- ビザンツ帝国：アレクシオス5世ドゥーカスとコンスタンティノス・ラスカリス逃亡からコンスタンティノープルの奪取まで（1204年4月13日 - 1261年7月25日）
第4次十字軍がビザンツ帝国を滅ぼし、その旧領がいくつかの十字軍国家（フランコクラティア）とビザンツ系国家に分裂した。ビザンツの亡命政権ニカイア帝国のアレクシオス・ストラテゴポウロスがコンスタンティノープルを回復し、ミカエル8世パレオロゴスが復興するまで、ビザンツ帝位は空位であった。
- 神聖ローマ帝国：大空位時代（1254年5月21日 - 1273年9月29日）
コンラート4世の死後、ホーエンシュタウフェン朝が断絶し、欧州諸国の王侯が実体を伴わない名目的なローマ王（ドイツ王）についた。ハプスブルク家のルドルフ1世がローマ王に選出され、その地位を固めるまで、この状況が続いた。
- スコットランド王国
  - 第一次スコットランド空位時代（1286年3月19日/1290年9月26日 - 1292年11月17日）
1286年に幼少のノルウェー王女マーガレットがノルウェーに居ながらにしてスコットランド女王に即位した。彼女は1290年にスコットランドに渡航する途上で病死したためアサル朝が断絶した。その後継を巡って13人の王位請求者が名乗りを上げ、ジョン・ベイリャルがスコットランド王として戴冠するまで2年余りを要した。
  - 第二次スコットランド空位時代（1296年7月10日 - 1306年3月25日）
ジョン・ベイリャルはダンバーの戦いでイングランド王エドワード1世に敗れて幽閉され、廃位された。ロバート1世ブルースが戴冠するまで、スコットランド王位は空位であり、イングランドから送り込まれた総督の支配下に置かれた。
- フランス王国：ジャン1世誕生まで（1316年6月5日 - 1316年11月15日）
ルイ10世が死去した際、王妃クレマンス・ド・オングリーが妊娠しており、その出産（および性別の判明）まで空位とされた。
- デンマーク王国：デンマーク空位時代（1332年8月2日 - 1340年6月21日）
クリストファ2世死去時、デンマークの国土のほとんどがドイツ人に借金の抵当として支配され、ヴァルデマー4世が即位するまで国王の擁立がなされなかった。
- ポルトガル王国：ポルトガル空位時代（英語版）（1383年10月22日 - 1385年4月6日）
フェルディナンド1世の死によりボルゴーニャ朝が断絶し、王位継承にカスティーリャ王国が介入、ジョアン1世がアルジュバロータの戦いでカスティーリャを撃退して即位、アヴィス朝を建てるまでが空位時代とされる。
ただし、カスティーリャ王妃であったポルトガル王女ベアトリスの即位により、ボルゴーニャ朝が存続していたという見方もある。
- オスマン帝国：オスマン空位時代（英語版）（1403年3月8日 - 1413年）
バヤズィト1世がティムール朝の虜囚下で獄死したのち、4人の息子が争った。メフメト1世が他の兄弟を打倒して帝国を再統一するまで、それぞれが帝位を主張して分裂状態にあった。
- アラゴン連合王国：アラゴン空位時代（1410年1月20日 - 1412年）
マルティン1世が死去しバルセロナ家が断絶したのち、カスペの妥協によりトラスタマラ家のフェルナンド1世が即位するまで、2年余りを要した。
- マジャパヒト王国：マジャパヒト内戦（1453年 - 1456年）
- ノルウェー王国：ハンスの即位まで（1481年 - 1483年）
カルマル同盟下でのデンマーク王ハンスのノルウェー王位継承問題。選挙王制だったノルウェーの評議会は当初ハンス即位を認めなかったが、有力な対立候補が現れなかったため、結局その即位を認めた。
- ハンガリー王国
  - アールパード朝断絶（1301年1月14日 - 1308年）
アンドラーシュ3世の死によりアールパード朝が断絶し、複数の王位請求者が王位を争った。アンジュー家のカーロイ1世が王位獲得を確実にするまで、短期間での国王の退位が続いた。
  - ウラースロー2世選出まで（1490年4月6日 - 7月15日）
後継者を定めていなかったマーチャーシュ1世の急死後、ウラースロー2世がハンガリー王に選出されるまで空位が続いた。
  - ハンガリー小戦争（1526年 - 1568年/1570年）
モハーチの戦いでラヨシュ2世が戦死、ヤギェウォ朝が断絶したのち、ハプスブルク家のフェルディナーンド1世（王領ハンガリー）とサポヤイ家のヤーノシュ1世（東ハンガリー王国）がそれぞれ即位を宣言し、オスマン帝国の介入を交え内乱になった。シュパイアー条約でハンガリー王位がハプスブルク家に一本化されるまで分裂状態が続いた。
  - 第一次世界大戦後のハンガリー王国（1920年 - 1946年）
オーストリア＝ハンガリー帝国の崩壊後、分離独立したハンガリーでは数次にわたる革命の後に新たな王国が成立したが、オーストリア皇帝カール1世を拒絶しながらも新たな国王の擁立ができず、ホルティ・ミクローシュを摂政の名目で事実上の元首とした。以後、ハンガリー第二共和国に代わるまで国王が空位のまま存続した。
- ロシア・ツァーリ国：動乱時代（1598年 - 1613年）
フョードル1世死去によりリューリク朝が断絶し、ポーランド・リトアニア共和国の介入を交えた大内乱になった。ゼムスキー・ソボルでミハイル・ロマノフがツァーリに選出され、ロマノフ朝を建てるまで、簒奪者、僭称者を含めてツァーリが次々に交代した。
- イングランド王国、アイルランド王国、スコットランド王国：三王国戦争（1649年 - 1660年）
清教徒革命によりチャールズ1世が処刑され、イングランド共和国が成立、三王国はこの共和国に再統合され国王不在となった。1653年からはオリヴァー・クロムウェルを護国卿に立て、プロテクトレートと呼ばれる体制になったが、その息子リチャード・クロムウェルが護国卿を辞任して体制は崩壊し、翌年にチャールズ2世が帰国して王政復古となった。
- イングランド王国：名誉革命（1688年12月23日 - 1689年2月13日）
ジェームズ2世が王位を追われてから、ウィリアム3世とメアリー2世が権利の宣言に基づき共同即位するまで。
- ロシア帝国：ロシア空位時代（ロシア語版）（1825年12月1日 - 12月26日）
アレクサンドル1世死去後、ニコライ1世が即位するまで。短期間ではあったが、この混乱がデカブリストの乱を引き起こした。
- スペイン
  - アルフォンソ13世の誕生まで（1885年11月25日 - 1886年5月17日）
アルフォンソ12世が死去した時、王妃は王女2人に続く第3子を懐妊中であった。当時のスペインの王位継承法は男子優先の長子先継であったため、第3子の生別が不明なうちは王位継承順位を確定できなかった。生まれたのが男子であったため、誕生と共に即位した。
  - フアン・カルロス1世の即位まで（1931年 - 1975年）
アルフォンソ13世の退位により、君主制を否定した第二共和政（1931年 - 1939年）が成立するが、スペイン内戦（1936年 - 1939年）を経て、スペインを王国としながらも国王を置かなかったフランコ体制（1939年 - 1975年）が続いた。

イギリスなど世襲王制が定着した一部の王国（君主国）では、国王が死去または退位した瞬間に法定推定相続人ないし推定相続人が王位を継承したとみなす形態を構築することで、空位時代の発生を避けるようになった。ポルトガルではそのため、在位約20分で世界最短記録とされる国王（ルイス・フィリペ）も存在する。
「王は死んだ。陛下万歳!」という言葉が象徴的である。この有名なフレーズは、「国王個人の権威が主権の形で子孫に連続していくこと」を明確に示している。
しかし、この形態はすべての君主制国家に広まったわけではなかった。ポーランド・リトアニア共和国では新王即位までに国王自由選挙と戴冠式を必要とし、毎回必然的に長期の空位時代が発生した。その間、ポーランド首座主教がインテルレクスとして王権を代行した。
ベルギーでは、定められた王位後継者であっても「議会で宣誓を行わない限り」国王として認められないことになっている。

## 宗教界

### キリスト教会

#### カトリック
ローマ教皇の死去または退位から新教皇就任までの空位時代は使徒座空位と呼ばれる。
現代ではコンクラーヴェによる教皇選出の手続きが確立されており、1846年のピウス9世選出以降は20日以下にとどまっている。

#### アングリカン・コミュニオン
アングリカン・コミュニオンにおいては、空位時代の語は小教区の牧師が新たに任命されるまでの期間を指す。この間、小教区の管理は教区委員が代行する。

## 民主制国家の政権空白期
現代の民主制国家においては、議院内閣制の場合、選挙で多数与党が形成されなかった際に少数政党が連立工作をする間の空白期間を指すこともある。イギリスやカナダなどの単純小選挙区制を採用している国では、こうした状況は普通短期間で終結する。しかし、2017年イギリス総選挙や2010年オーストラリア連邦選挙のように「ハング・パーラメント」が長引く例も稀に存在する。こうした場合には、新政権が成立するまで選挙前の政権が持続するのが慣例である。
近代史上初めて共和制国家として成立したアメリカ合衆国では大統領制の下、大統領選挙の結果、新大統領が選出されてから就任式を行うまでの期間を指す。この間は前政権が国家運営を担うが、実際にはあらゆる決定が新大統領のために先送りされる「レームダック」状態になる。一部のキリスト教会では、司祭や監督などの地位の継承に際して空位期間の語が用いられることがある。

## スポーツ界

### 国際チェス連盟
世界的なチェスの競技連盟である国際チェス連盟（FIDE）の歴史上、男女それぞれの世界チャンピオンが1940年代に不在となったことがある。この時期は世界チェスチャンピオン空位時代として知られる。

#### 男子
- 1946年–1948年 — 世界チャンピオンアレクサンドル・アレヒンの死去による。1948年にFIDEのトーナメント戦でミハイル・ボドヴィニクが新チャンピオンとなるまで

#### 女子
- 1944年–1950年 — 世界女子チェス選手権の世界チャンピオン ヴェーラ・メンチクが第二次世界大戦中イギリスで空襲により死亡したことによる。1950年にFIDEのトーナメント戦でリュドミーラ・ルデーンカが新チャンピオンとなるまで。

## フィクション
乱世の一形態である空位時代の概念は、様々なフィクション作品の世界観に利用されている。
- アイザック・アシモフのSF小説『ファウンデーション』シリーズでは、1万2000年続いた銀河帝国が25千年紀に入った空位時代を舞台としている。第一銀河帝国衰亡時に物語の中核となるファウンデーションが生まれ、作中に登場する銀河百科事典によれば、第二銀河帝国が成立するまでの空位時代は1000年に及んだ。
- J・R・R・トールキンの作品群に登場するゴンドールでは、エアルヌア王が姿を消したのち、執政が統治する968年間の空位時代となった。
- ガース・ニクスのファンタジー小説『古王国記』では、女王と2人の娘が殺害されたのち200年間の空位時代に入る。180年間は摂政が統治し、最後の摂政が死んだ後の20年間は無政府状態となった。
- スティーヴン・ブラストのファンタジー小説『ヴラド・タルトス』シリーズは、オーブが破壊され伝統的な魔術が使えなくなった250年間の空位時代を舞台としている。
- コンピュータRPGシリーズ『The Elder Scrolls』の世界観では、シロディール第二帝国の崩壊した第二紀に空位時代があった。この間4世紀にわたり、小国同士の小競り合いが続けられ、タイバー・セプティムがシロディール第三帝国のもとにタムリエル全土を統一して終結した。
- 田中芳樹のSF小説『タイタニア』は人類宇宙が「大空位時代（ザマーナ・マサフィン）」と呼ばれる時を迎えたとして幕を下ろす。